# Annie Proulx
Annie Proulx, all'anagrafe Edna Annie Proulx (IPA: /pruː/; Norwich, 22 agosto 1935), è una scrittrice statunitense e di origini canadesi, vincitrice del Premio Pulitzer per la narrativa con il romanzo Avviso ai naviganti.

## Biografia
Annie Proulx vive in un piccolo paese del Wyoming. Ha esordito tardivamente nel 1988 con Heart Songs and Other Stories, cui è seguito nel 1992 il romanzo Postcards (Cartoline, 2002), vincitore del Premio PEN/Faulkner per la narrativa.
In Italia sono stati pubblicati anche i suoi romanzi Avviso ai naviganti (1997), vincitore del Pulitzer, del National Book Award e di vari altri prestigiosi riconoscimenti letterari e che ha ispirato il film The Shipping News - Ombre dal profondo del 2001 del regista Lasse Hallström; I crimini della fisarmonica e il noto  Gente del Wyoming (Baldini e Castoldi, 1999, pubblicato originalmente sul quotidiano The New Yorker il 13 ottobre 1997), da cui è stato tratto il film I segreti di Brokeback Mountain, film rivelazione del 2005, vincitore di ben 3 premi Oscar, diretto dal regista Ang Lee e con le interpretazioni di Heath Ledger, Jake Gyllenhaal, Michelle Williams e Anne Hathaway.
Altri lavori conosciuti della Proulx sono anche Distanza ravvicinata (Close Range), che sarebbe poi il titolo originale di Gente del Wyoming (del 2000), edito in italiano da Marco Tropea Editore (2004) e Quel vecchio asso nella manica.
Gente del Wyoming è una raccolta di testi molto concentrati: nel racconto Brokeback Mountain, narra la storia di due rudi cow-boy abituati nel 1963 alle difficili condizioni dei pascoli estivi e che poco a poco diventano una coppia, malgrado i pregiudizi e una vita normale con mogli e figli, fra i loro brevi incontri, durati per ben vent'anni.
Nel 2013 ha scritto il libretto dell'adattamento operistico di Brokeback Mountain, debuttato al Teatro Real di Madrid nel gennaio 2014.

## Opere

### Romanzi
- (EN) Sweet and Hard Cider: Making It, Using It and Enjoying It, 1984.
- Cartoline [Postcards], Baldini Castoldi Dalai, 1992, ISBN 88-8089-634-2.
- Avviso ai naviganti [The Shipping News], Baldini Castoldi Dalai, 1993, ISBN 88-8089-140-5.
- I crimini della fisarmonica [Accordion Crimes], Baldini Castoldi Dalai, 1996, ISBN 88-8089-619-9.
- Gente del Wyoming [Brokeback Mountain], Baldini Castoldi Dalai, 1998.
  -  I segreti di Brokeback Mountain [Brokeback Mountain], Baldini Castoldi Dalai, 2005, ISBN 88-8490-832-9.
- Quel vecchio asso nella manica [That Old Ace in the Hole], Tropea, 2002, ISBN 88-438-0469-3.
- Pelle di corteccia [Barkskins], 2016.

### Antologie
- (EN) Heartsongs and Other Stories, 1988.
- Distanza ravvicinata [Close Range: Wyoming Stories], Baldini Castoldi Dalai, 1998, ISBN 88-8089-606-7.
- Storie del Wyoming [Bad Dirt: Wyoming Stories 2], Marco Tropea, 2006  [2004].
- Ho sempre amato questo posto [Fine Just the Way It Is: Wyoming Stories 3], Mondadori, 2009  [2008].

## Filmografia
- The Shipping News - Ombre dal profondo (The Shipping News), regia di Lasse Hallström (2001) - tratto da Avviso ai naviganti
- I segreti di Brokeback Mountain (Brokeback Mountain), regia di Ang Lee (2005)
- Pronti a tutto (Barkskins) – miniserie TV (2020)